# Pseudochthonius homodentatus
Espèce
Pseudochthonius homodentatus est une espèce de pseudoscorpions de la famille des Chthoniidae.

## Distribution
Cette espèce se rencontre au Venezuela et au Brésil.

## Publication originale
- Chamberlin, 1929 : The genus Pseudochthonius Balzan (Arachnida - Chelonethida). Bulletin de la Société Zoologique de France, vol. 54, p. 173-179.